# Натурализация
Натурализацията е юридически процес на придобиване на гражданство или националност въз основа на доброволното желание на кандидата. Това може да стане автоматично по силата на указ, тоест без усилия от страна на индивида, или може да включва кандидатура и одобрение от законовите органи. Правилата за натурализация са различни от държава до държава, но обикновено включват обещание да се спазват законите на въпросната страна и полагане на клетва за вярност, като могат да уточняват други изисквания като минимален период на постоянно жителство в страната и адекватни познания относно националните език и култура. За да се противопоставят на множественото гражданство, повечето държави изискват кандидатите за натурализация да се откажат от всякакво предишно гражданство, но дали този отказ действително води до загуба на първоначалното гражданство зависи в голяма степен от законите на замесените държави.
Масовото увеличение на потока от население вследствие глобализацията и рязкото покачване на броя бежанци след Първата световна война създават множество лица без гражданство, тоест хора, които не са граждани на която и да е държава. В редки случаи са приемани закони за масова натурализация. Тъй като законите за натурализация са проектирани да обслужват сравнително малко хора, които доброволно са се преместили от една страна в друга, много западни демокрации отказват да натурализират голям брой хора наведнъж. Това включва масивния приток на хора без гражданство след мащабни денационализации и гонения на етнически малцинства в новообразувани национални държави през първата половина на 20 век, но и руски аристократи, които бягат от Октомврийската революция през 1917 г. и периода на военен комунизъм, и бежанци от Испанската гражданска война. Лагерите за интерниране се превръщат в единствената на държава за такива хора без гражданство, тъй като те често се считат за нежелани и изпадат в нелегалност, живеейки в юридическа ничия земя.
След Втората световна война увеличаването на международните миграции създава нови категории мигранти. Поради икономически, политически, хуманитарни или прагматични причини, много държави приемат закони, позволяващи на човек да получи гражданство, например чрез брак с гражданин от съответната държава или по други начини. Все пак, в някои държави тази система поддържа голяма част от местното имигрантско население в нелегален статут, макар и с мащабни регулации.
В България, според закона за българското гражданство, натурализацията изисква поне 5 години постоянно жителство в страната, но това число се намалява на 3 години, ако кандидатът е сключил брак с български гражданин, е роден в България или се е заселил в страна, преди да навърши 18 години. Гражданите на Европейския съюз, Европейската икономическа зона и Швейцария могат да запазят и предишното си гражданство.